# Santa Bárbara de Casa
Santa Bárbara de Casa is een gemeente in de Spaanse provincie Huelva in de regio Andalusië met een oppervlakte van 147 km². In 2007 telde Santa Bárbara de Casa 1172 inwoners.